# Arnoldo Foà

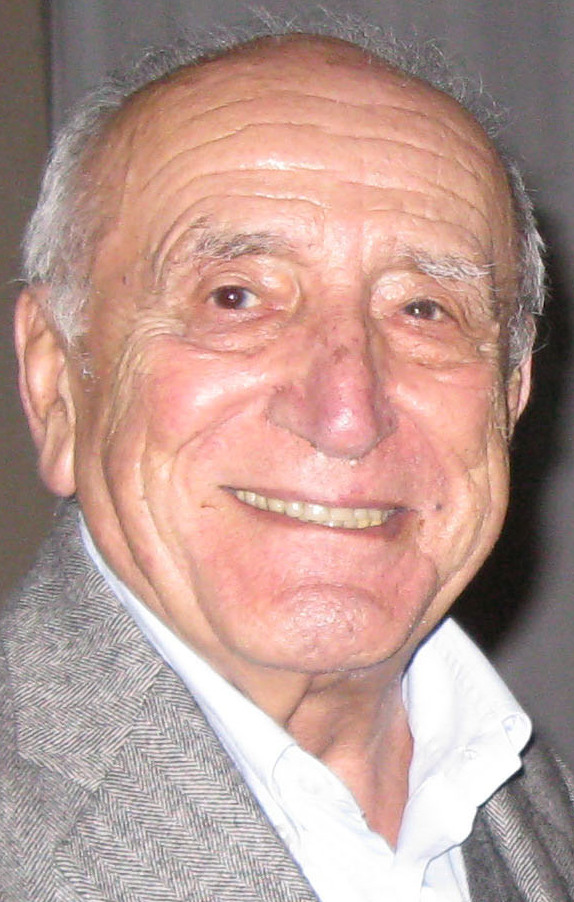
Arnaldo Foà (2008)

Arnoldo Eugenio Foà (* 24. Januar 1916 in Ferrara; † 11. Januar 2014 in Rom) war ein italienischer Theater- und Filmschauspieler, Theaterregisseur und Autor.

## Leben und Karriere
Arnoldo Foà wurde in eine jüdische Familie in Ferrera geboren, wuchs allerdings später in Florenz auf, wo er auch seinen Schulabschluss machen. Er begann zunächst ein Wirtschaftsstudium, zog aber mit 20 Jahren nach Rom und studierte dort an der Centro Sperimentale di Cinematografia. 1938 musste er wegen antisemitischer Gesetze der Mussolini-Diktatur die Sperimentale verlassen. Er konnte die folgenden Jahre nur unter falschen Namen arbeiten.
In seinem Heimatland erarbeitete sich Foà in der Nachkriegszeit einen Ruf als einer der herausragenden Darsteller des 20. Jahrhunderts. Er wurde hier auch insbesondere durch seine lange Theaterkarriere bekannt, die von Mitte der 1930er-Jahre bis zum Jahr 2007 währte. Er arbeitete dabei mit bekannten Theaterregisseuren wie Luchino Visconti, Luigi Squarzina und Vittorio Gassman, führte aber auch selbst bei Theaterstücken Regie und betätigte sich als Autor. In Italien war er zudem als Synchronsprecher bekannt, der unter anderem Anthony Quinn, Kirk Douglas, Peter Ustinov und John Wayne in Filmen seine Stimme lieh.
In einem Zeitraum von 75 Jahren war Foà in insgesamt rund 170 Film- und Fernsehproduktionen zu sehen, durch die er auch international bekannt wurde. Oft verkörperte er Autoritätsfiguren. In Richard Fleischers Literatur- und Bibelverfilmung Barabbas (1961) nach dem Roman von Pär Lagerkvist spielte er den Josef von Arimathäa, in der Kafka-Verfilmung Der Prozeß (1962) von Orson Welles war er als verhaftender Inspektor zu sehen, und in Johannes XXIII. – Für eine Welt in Frieden (2003) verkörperte er den Kardinal Alfredo Ottaviani. Für den Film Menschen in Rom gewann er 2004 den Nastro d’Argento als Bester Nebendarsteller. 
Foà stand bis kurz vor seinem Tod als Schauspieler vor der Kamera. Er starb 13 Tage vor seinem 98. Geburtstag an Ateminsuffizienz.

## Filmografie (Auswahl)

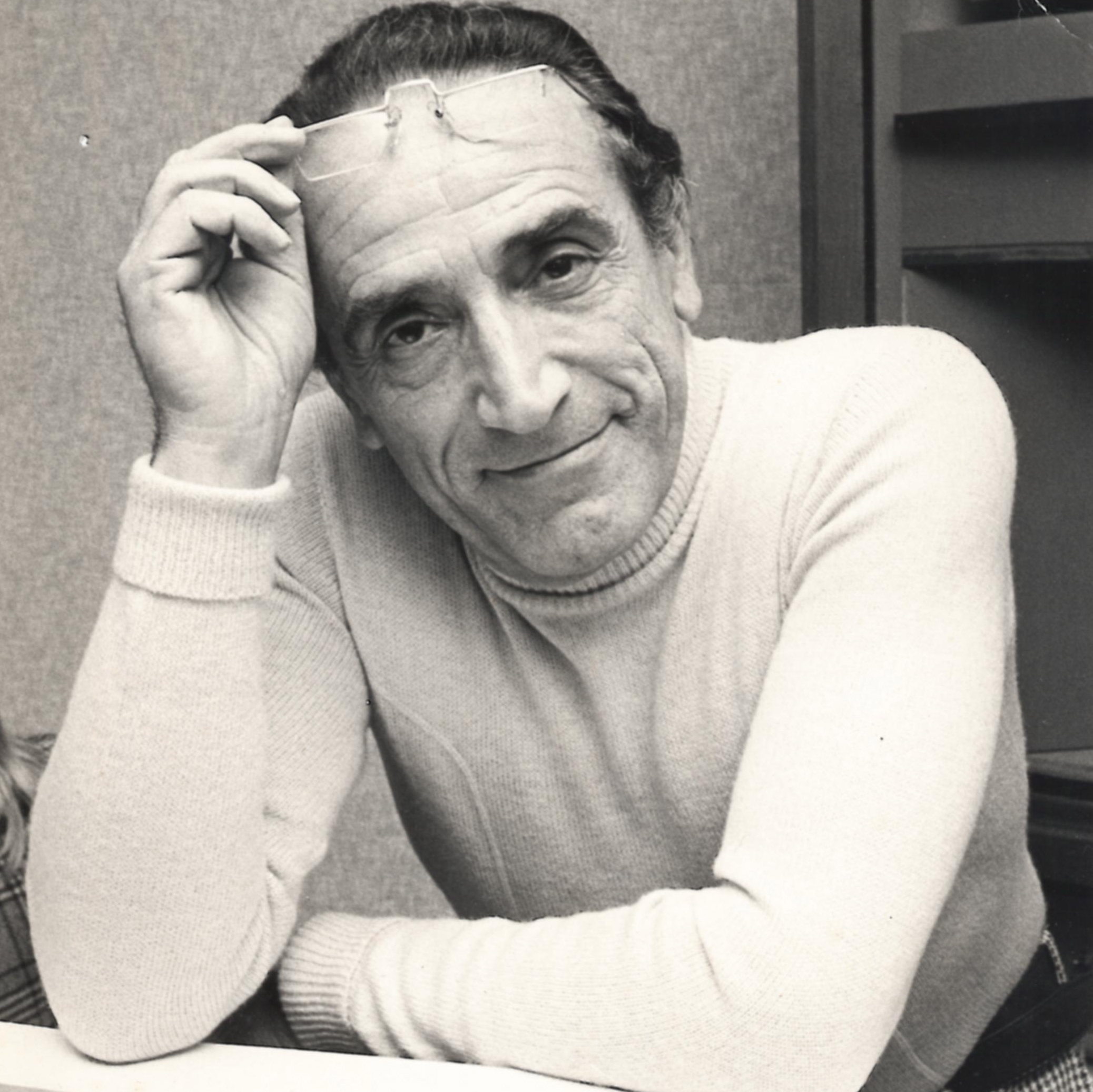
Arnoldo Foà in den 1950er-Jahren

- 1938: Stürme über Morreale (Ettore Fieramosca)
- 1947: Aufstand in Sibirien (La figlia del capitano)
- 1951: Morgen ist ein anderer Tag (Domani è un altro giorno)
- 1953: Lucrezia Borgia (Lucrèce Borgia)
- 1954: In den Klauen der Vergangenheit (Avanzi di galera)
- 1955: Erkauftes Glück (Non c'è amore più grande)
- 1957: Io, Caterina
- 1958: Froschmann Crabb (The Silent Enemy)
- 1960: Mein Schwert für den König (Le capitan)
- 1960: Glut (The Angel Wore Red)
- 1961: Die Tataren (I tartari)
- 1961: Barabbas (Barabbà)
- 1962: Der Prozeß (Le Procès)
- 1962: Ein sonderbarer Heiliger (The Reluctant Saint)
- 1964: Die hundert Ritter (I cento cavalieri)
- 1966: Judith
- 1967: Nur eine Frau an Bord (The Sailor from Gibraltar)
- 1968: In den Schuhen des Fischers (The Shoes of the Fisherman)
- 1970: Borsalino
- 1973: Verbannt (Il sorriso del grande tentatore)
- 1976: Nina – Nur eine Frage der Zeit (Nina)
- 1984: Die 100 Tage von Palermo (Cento giorni a Palermo)
- 1985: Inzest (L'attenzione)
- 1990: Die Hure des Königs (La Putain du Roi)
- 1997–1998: Nostromo – Der Schatz in den Bergen (Nostromo) (Fernseh-Miniserie, 4 Folgen)
- 1999: Falcone – Im Fadenkreuz der Mafia (Excellent Cadavers) (Fernsehfilm)
- 1999: Tutti gli uomini del deficiente
- 2000: Nora – Die leidenschaftliche Liebe von James Joyce (Nora)
- 2003: Johannes XXIII. – Für eine Welt in Frieden (Il papa buono) (Fernsehfilm)
- 2003: Menschen in Rom (Gente di Roma)
- 2007: Il 7 e l'8
- 2013: Dante's Hell Animated (Kurzfilm)